# Pedro Janela
Pedro Janela é um músico, compositor e pianista português. Explora as fronteiras da música clássica, dentro da Nova Vaga em que o Neoclássico se associa ao eletrónico numa multitude de recursos musicais. Sintetizadores conjugam-se com os pianos acústicos, de cauda e vertical, numa alternância em que o pianista e o teclista se destacam, ou se fundem, transmitindo sonhos, cenários e ambientes.
Aos sintetizadores e aos pianos acústicos, junta ainda um harmonium, construído pelo seu avô, Horácio Dias de Abreu, cujas sonoridades conjuga, enriquecendo a sua viagem musical, transportando sentimentos e sonhos. Pedro Janela é, também por isso, um músico-poeta da vida.
Ligado, desde a infância ao mundo dos instrumentos musicais, através da loja do pai, Gilberto Abreu, Pedro Janela desenvolveu, muito cedo, um forte apelo pela música eletrónica, modus musicalis que se afirmou nos anos 1980 e 90, o que lhe proporcionou a conjugação de sonoridades eletrónicas e acústicas, transpondo fronteiras criativas e barreiras conceptuais, apesar da sua formação clássica, como aluno do Curso de Piano e Composição.
O músico, para além de se dedicar a vários projetos, que englobam o cinema e o teatro, a sua participação como teclista e pianista noutros grupos ou concertos, dedica-se a projetar as suas próprias composições em peças musicais, realizando concertos, que englobam um quarteto de cordas, coros e cantores convidados.
Muito inspirado na natureza e nas emoções humanas, faz emergir uma música que projeta o seu sentido curativo e da harmonia da humanidade. Desta forma, são de referir concertos como o que foi realizado em Maio de 2022, onde apresentou alguns dos seus temas mais representativos, e editados em álbuns.
Sendo um músico de composições, onde o belo e as emoções afloram, atinge o seu desiderato através do seu desempenho, como pianista, que sobressai nas suas composições.

## Bandas sonoras de filmes
Elaborou a banda sonora de numerosos filmes, tais como: “O Amor É Lindo ... Porque Sim!”, “Quinze Pontos da Alma”, “Al Berto” Soldado Milhões (filme), ou “Jacinta”, "À porta da História", "In a Play with Brecht, "República", entre muitos outros. É também autor da banda sonora da série televisiva Solteira e Boa Rapariga, RTP1.

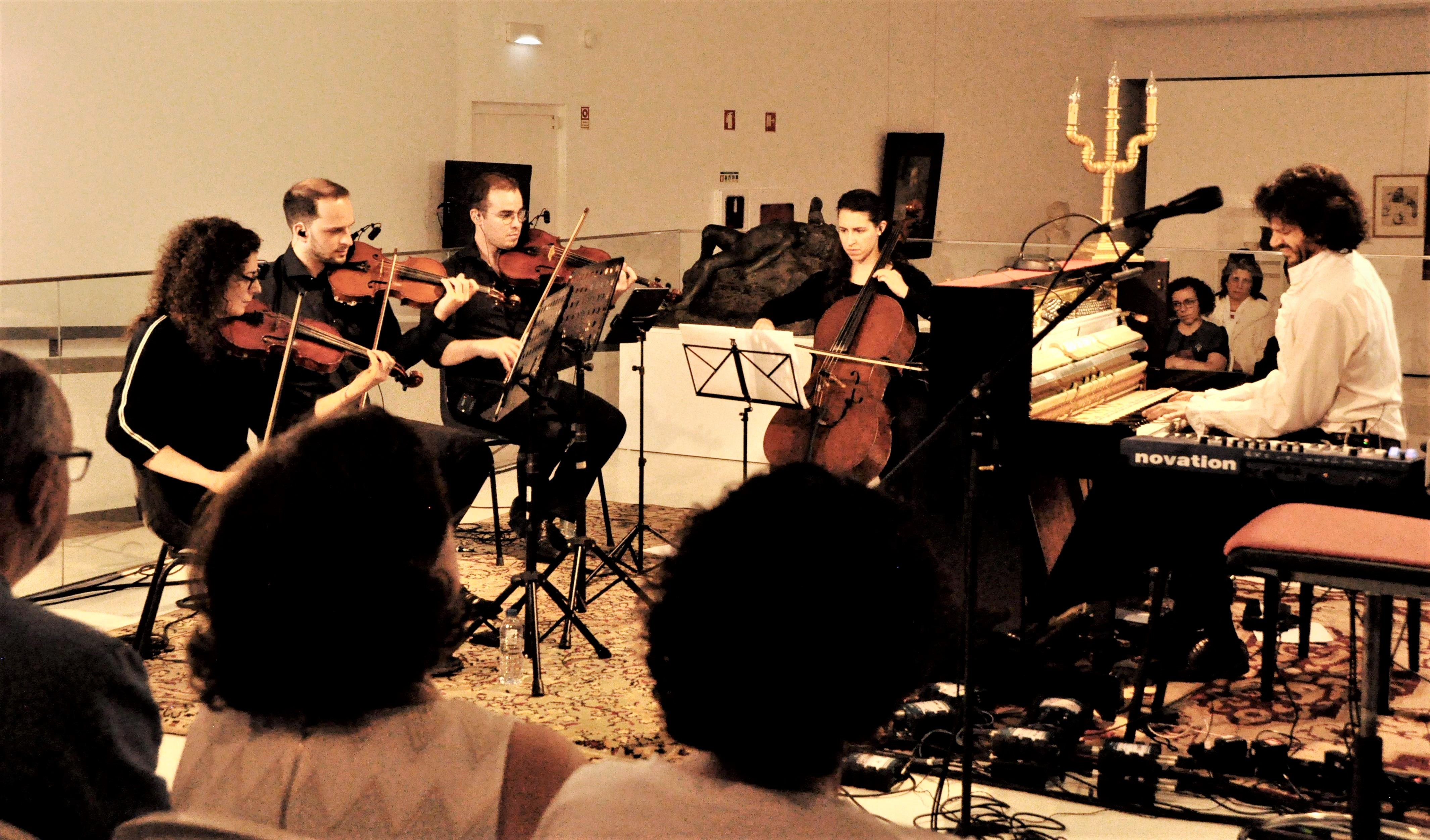
Pedro Janela em Concerto

## Discografia
Com vários álbuns publicados, nomeadamente no projeto “The Casino Royal”, (cinco).
Em 2019, criou o álbum, "We are all lost" com várias referências e "Hope Poem", 2020.